# Vereins-Lazarett Schloß Wolfegg
Das Vereins-Lazarett Schloß Wolfegg war ein während des Ersten Weltkriegs vom 28. August 1914 bis zum 31. März 1919 bestehendes Militärkrankenhaus. Es war in Trägerschaft des Deutschen Roten Kreuzes auf Schloss Wolfegg in Wolfegg im Königreich Württemberg im heutigen Landkreis Ravensburg.

## Geschichte
Im August 1914 bat Maximilian Fürst von Waldburg zu Wolfegg und Waldsee den an den Kuranstalten Klinik St. Pirminsberg in Bad-Ragaz-Pfäfers Dienst tuenden Arzt August Staehelin-Burckhardt, die Leitung des Lazarettes in Wolfegg zu übernehmen. Dieser übernahm am 28. August 1914, einen Monat nach Ausbruch des Ersten Weltkriegs, die Leitung des Lazarettes. Bereits im Frankreich-Feldzug 1870/71 gab es in Wolfegg und in dem zur Herrschaft gehörenden Spital Kißlegg ein Kriegslazarett.
Das Lazarett bestand aus zwölf Zimmern und befand sich im zweiten Obergeschoss des östlichen Schlossflügels. Aus dem Spital Neutann kamen Teile der Ausrüstung. Zusammengenommen konnten einhundert Verletzte behandelt werden. Verbandsmaterial besorgte sich Dr Staehelin noch 1914 beim Hauptlazarett Weingarten, wo bereits 160 kriegsgefangene schwerverwundete französische Soldaten lagen. Der Schweizer Arzt wurde so schon mit dem Schrecken des modernen Krieges konfrontiert.
Am 3. September 1914 kam der erste Transport mit deutschen Verwundeten in Wolfegg an. Die meisten der Eingelieferten hatten Magen-Darm-Katarrh oder Herzbeschwerden. Vier Personen wiesen eine klassische Schussverletzung auf. Das änderte sich bald. Am 6. April 1915 wurde per Telegramm Staehelin zum Schweizerischen Militärdienst eingezogen, worauf der Fürst die Leitung des Lazarettes bis zu seiner Auflösung kommissarisch übernahm. Am 31. März wurde der letzte Insasse entlassen. In der Zeit zwischen September 1914 und April 1919 wurden in Wolfegg 1735 Mannschaften und Offiziere behandelt.

## Behandelte Soldaten
- Königreich Preußen: 912
- Königreich Bayern: 307
- Königreich Württemberg: 164
- Großherzogtum Baden: 143
- Königreich Sachsen: 87
- k. u. k. Doppelmonarchie Österreich-Ungarn und weitere Länder der ehemaligen heiligen ungarischen Stefanskrone: 122

## Ehrungen und Auszeichnungen
- Fürst Maximilian Charlottenkreuz und Rot Kreuz Medaille
- Oberschwester Charitosa Charlottenkreuz
- Fräulein Letzgus Charlottenkreuz

Maximilian Fürst zu Waldburg-Wolfegg mahnte in scharfem Tone beim Hof in Stuttgart weitere Auszeichnungen für Hofgärtner Schupp, die Schlossköchin, die in der Wäscherei und Bügelstube tätige Sophie Müller und den Heizer Hans Sonntag an, was ihm jedoch abschlägig beschieden wurde.